# Spanglish (pel·lícula)
Spanglish és una pel·lícula estatunidenca dirigida per James L. Brooks, estrenada el 2004. Ha estat doblada al català.

## Argument
Flor, una jove mexicana, troba una plaça de governanta a casa dels Clasky, una parella acomodada i els seus dos fills. Primer desconcertada per trobar-se amb una altra forma de vida, Flor s'adona ràpidament que a la família, l'harmonia està lluny de regnar. Malgrat el xoc de cultures i les dificultats de comunicació, Flor troba a poc a poc el seu lloc. Pel contacte, John i Deborah Clasky descobreixen una altra visió de les coses, d'altres valors. Gràcies a la jove, trobaran el que havien oblidat: la força d'una família unida.

## Repartiment
- Adam Sandler: John Clasky
- Téa Leoni: Deborah "Deb" Clasky
- Paz Vega: Flor Moreno
- Cloris Leachman: Evelyn Wright
- Shelbie Bruce: Cristina Moreno
- Sarah Steele: Berenice "Bernie" Clasky
- Ian Hyland: Georgie Clasky
- Cecilia Suarez: Monica
- Thomas Haden Church: Mac
- Sean Smith: Victor
- Brenda Canela: Luz
- Jonathan Hernandez: Alex

## Rebuda
- Premis 2004
  - Globus d'or: Nominada a Millor banda sonora original
  - Sindicat d'Actors (SAG): Nominada a Millor actriu secundària (Leachman)
- Crítica: "No ja llarga, sinó abusivament estirada (...) Càndidament crítica, beatament resolta"[3]